# Pareques

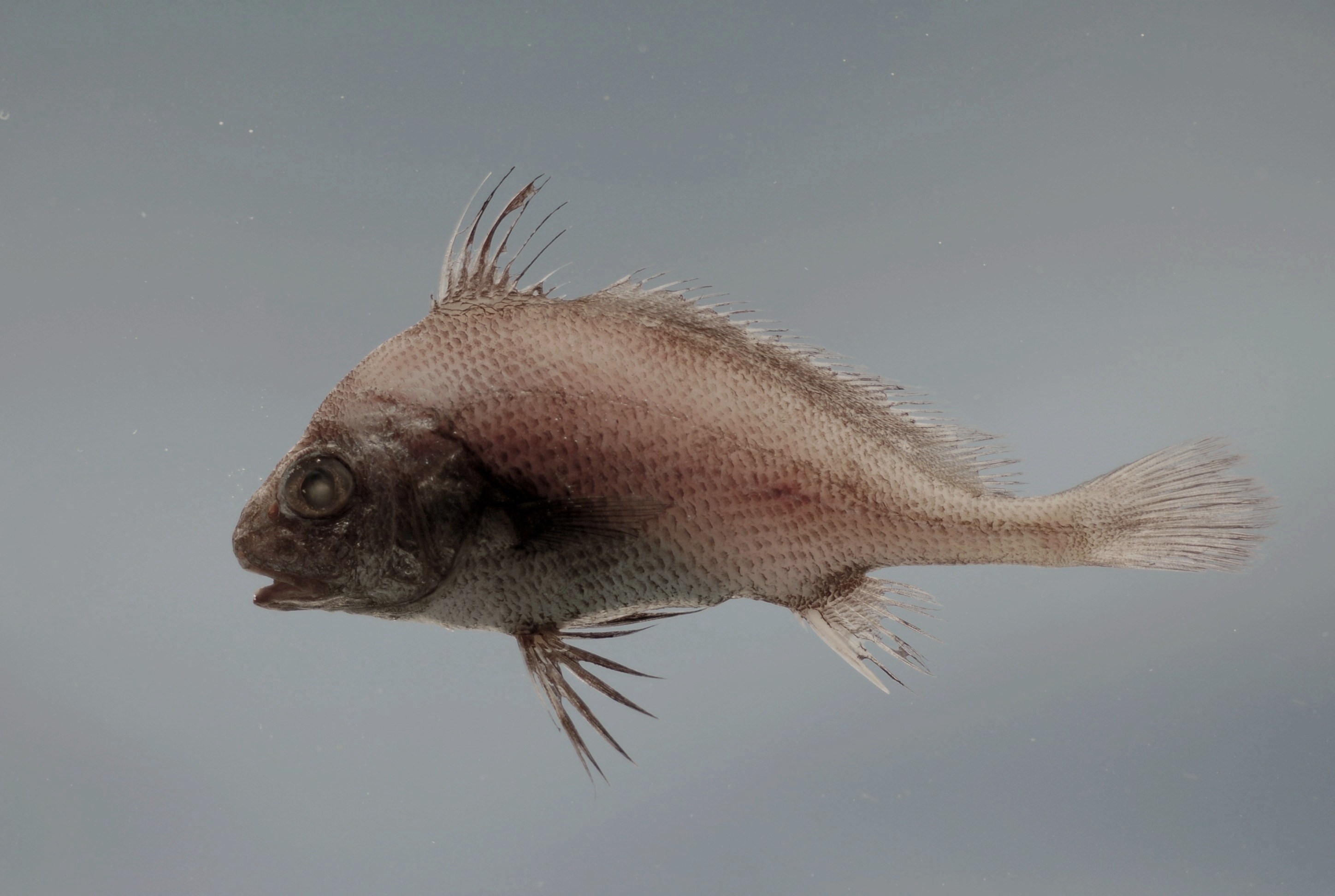
Pareques iwamotoi

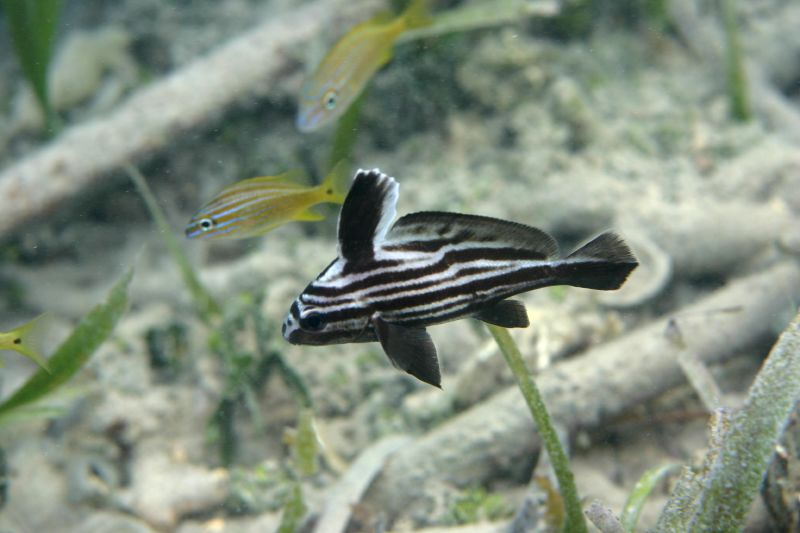
Pareques sp.

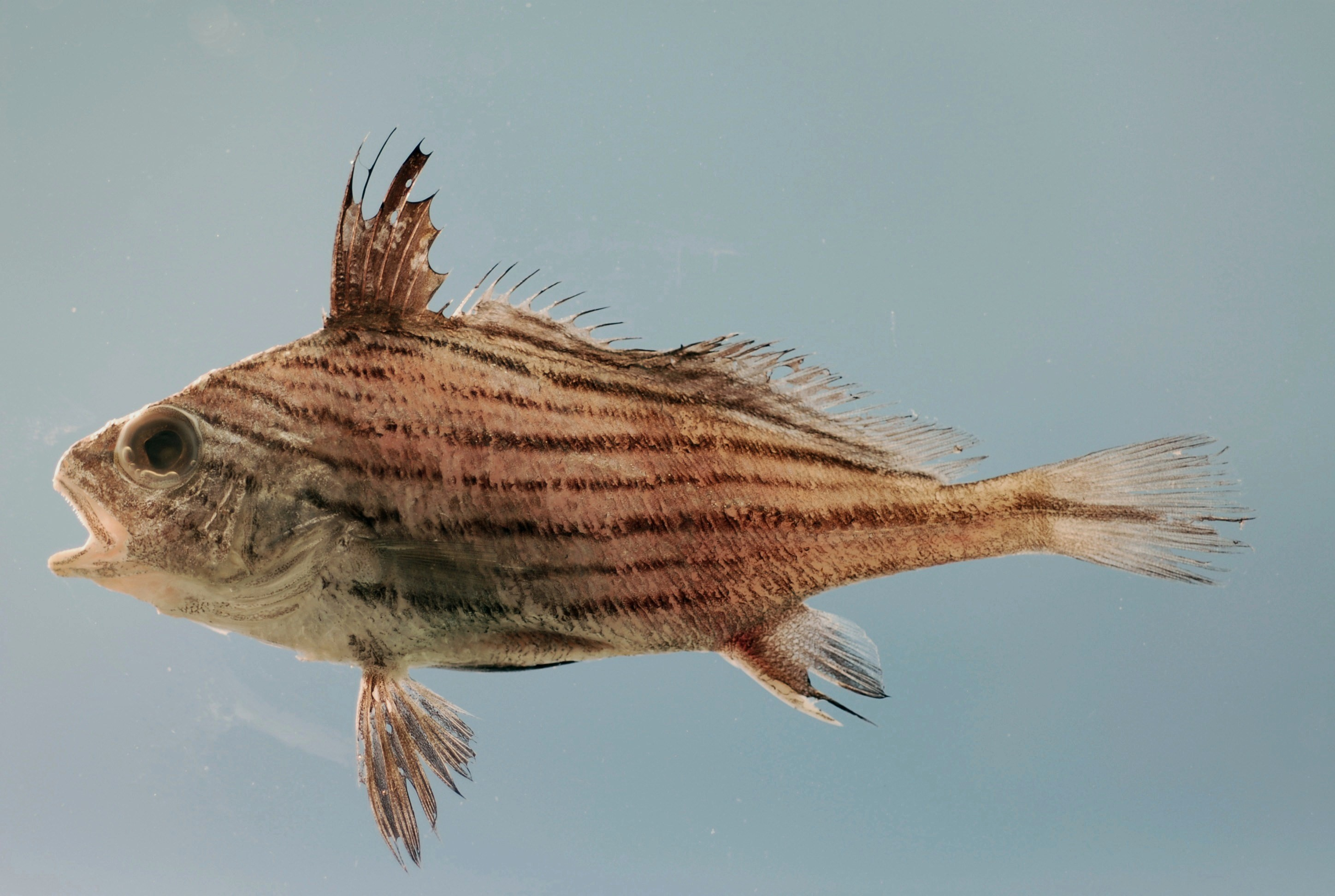
Pareques umbrosus

Pareques és un gènere de peixos de la família dels esciènids i de l'ordre dels perciformes.

## Morfologia
- Cos oblong.
- El musell sobresurt sobre la boca, la qual és horitzontal.
- Mandíbula superior amb una fenedura.
- Mentó amb 5 porus i sense barbons.
- Preopercle serrat feblement.
- Aleta dorsal amb base llarga i aleta anal amb base curta.[2]

## Distribució geogràfica
Es troba a les aigües tropicals i temperades càlides del Pacífic oriental.

## Taxonomia
- Pareques acuminatus (Bloch & Schneider, 1801)[3][4]
- Pareques fuscovittatus (Kendall & Radcliffe, 1912)[5]
- Pareques lanfeari (Barton, 1947)[6]
- Pareques perissa (Heller & Snodgrass, 1903)[7]
- Pareques umbrosus (Jordan & Eigenmann, 1889)[8][9]
- Pareques viola (Gilbert, 1898)[10][11][12][13][14][15][16]